# Шляпа (игра)

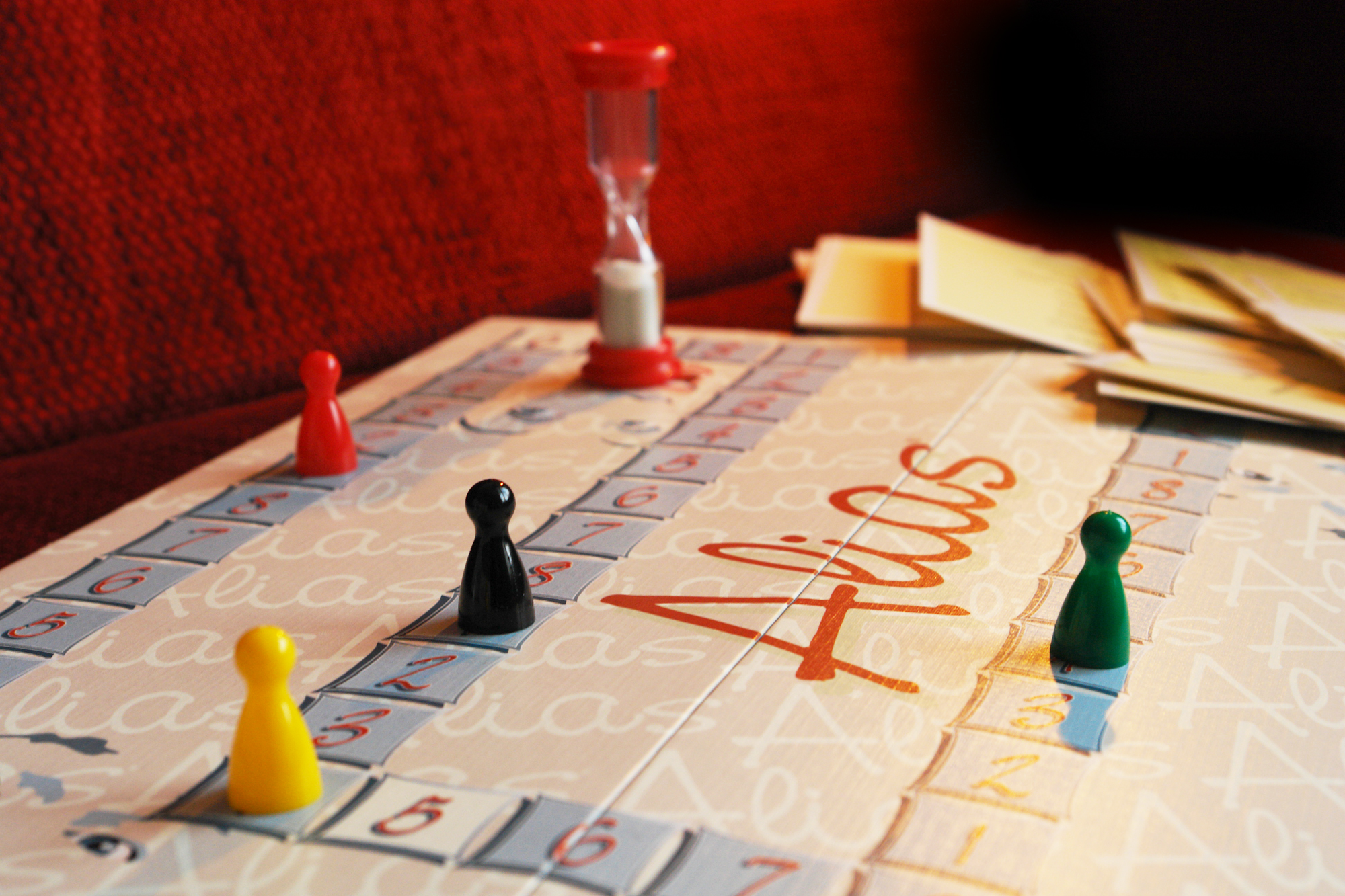
Игра Alias — вариант «Шляпы»

Шляпа (также шапка, кастрюлька) — салонная командно-индивидуальная или парная интеллектуальная игра, в которой игрок должен за небольшое время объяснить как можно больше слов, чтобы его партнер их отгадал. Англоязычный аналог этой игры — «Alias» (об этой игре написано ниже).
Эта игра интересна лингвистам и лексикографам, потому что наблюдение за ней позволяет установить стратегии толкования, которыми пользуются носители языка, более актуальные значения слов и как носители языка понимают данные слова.

## Правила игры

### Подготовка
Для игры требуется шляпа (отсюда название игры) или любая другая непрозрачная ёмкость и бумажки для записи слов.
Перед началом игры каждый игрок берет несколько бумажек и пишет на каждой по одному слову. Слова должны быть именами существительными в основной форме. Иногда используются имена персонажей (реальных или выдуманных).
Кроме того, игроки должны разделиться на команды (обычно по два человека).

### Игровой процесс
Команды ходят по очереди. Ход заключается в том, что один из игроков достает слова из шляпы по одному и объясняет их сокоманднику. При объяснении не допускается
- использовать слова, однокоренные объясняемому;
- называть прямые переводы объясняемого слова на иностранные языки;
- указывать жестами на предметы обстановки и части тела.

На ход дается фиксированное в начале игры время (часто 20–30 секунд); если последнее слово отгадано не было, оно возвращается в шляпу.
В итоге побеждает та команда, участники которой отгадали наибольшее количество слов.

### Разновидности игры
Популярны варианты игры с двумя дополнительными турами. В некоторых вариантах во втором туре можно использовать только одно слово и пантомиму, а в третьем туре только пантомиму. В других вариантах во втором туре можно использовать только пантомиму, а в третьем только одно слово без жестов.
Некоторые варианты правил явно запрещают во время объяснения заменять одно слово на другое.
Существует вариант «личной» игры в шляпу: игроки не делятся на команды, а объясняют слова каждый раз новым партнерам; каждое угаданное слово идет в зачет и объясняющему, и отгадывающему.

## Соревнования
- В 2011 году состоялся первый чемпионат Казани по игре «Шляпа». В турнире приняли участие больше 100 человек.[7]
- С 2011 года в Москве и Санкт-Петербурге регулярно проходят крупные открытые соревнования по «Шляпе».

## ИграAlias
Это настольная игра, разработанная в Финляндии. Появилась на рынке в начале 1990-х годов и завоевала популярность. Сейчас имеются несколько версий этой игры: New Alias (новый Alias), Junior Alias (детский Alias), Alias party (вечеринка Alias). Название Alias происходит от английского слова «псевдоним», «синоним».
Игра рекомендуется для детей старше 7 лет. В игре имеются игровое поле и пронумерованные карточки. Игроки бросают кубик, продвигают фишку и объясняют слово на карточке с выпавшим номером. Кто первым дойдёт до финиша, тот считается победителем.